# Zatoichi kyojo tabi
Zatoichi: Parte 4 (座頭市兇状旅 Kyojo tabi), "Zatoichi: The Fugitive", título en USA, Es una película de drama/acción Japonés, producida en el año 1963. Es la cuarta de 26 entregas en total, creado por el novelista Kan Shimozawa. Zatoichi fue protagonizado durante sus 26 entregas por Shintaro Katsu.

## Sinopsis
En esta cuarta entrega, un clan yakuza pone precio a la cabeza de Zatoichi, por lo que muchos van tras "el fugitivo" para ganarse una buena recompensa. Mientras tanto, Zatoichi se reencuentra con un viejo amor, Tane, pero esta ha rehecho su vida con otro hombre.